# چمن مصنوعی

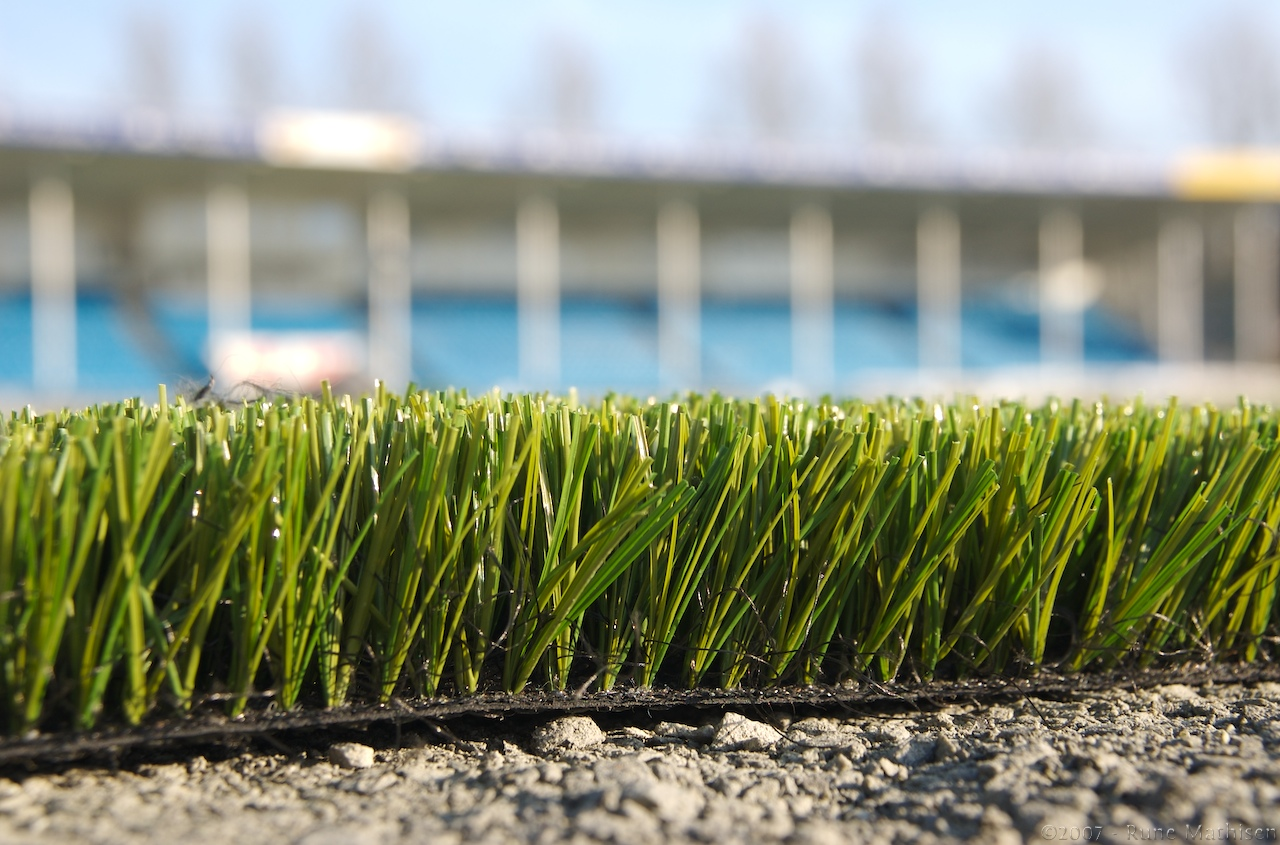
چمن مصنوعی

چمن مصنوعی در واقع همان محصول پادری است که با تغییر رنگ، کاملاً شبیه به چمن‌های طبیعی می‌شود. این چمن متراکم تر، مقاوم تر و نیازمند نگهداری بسیار کمتری است و مشکل رشد تخم چمن در زمین‌های غیر حاصلخیز را نیز حل کرده‌است. چمن مصنوعی در مناطقی به کار می‌رود که امکانات لازم برای رشد چمن‌های طبیعی فراهم نیست یا این که نگهداری آن به نحو مطلوب، غیرممکن یا مشکل باشد. این نوع کفپوش‌ها عمدتاً در استادیوم‌های ورزشی به کار می‌روند.

## تاریخچه

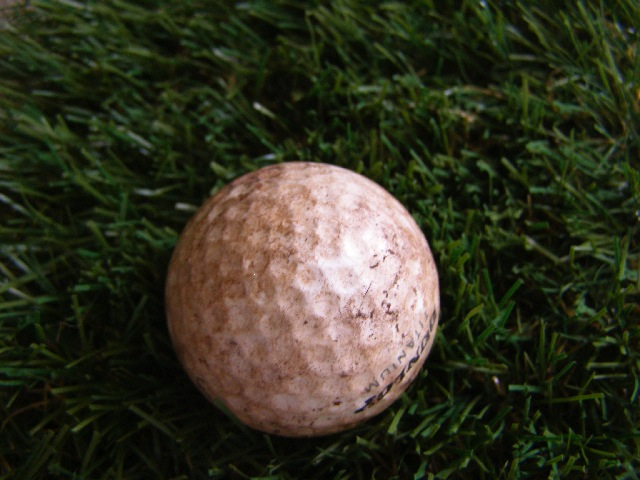
استفاده از چمن مصنوعی در زمین گلف

تحقیقاتی که اولین بار منجر به تولید چمن مصنوعی با اهداف ورزشی شد به سال ۱۹۶۰ در مرکز تحقیقاتی فلوریدا، کارولینای شمالی و آلاباما در آمریکا بازمی‌گردد. اولین زمین چمن مصنوعی آزمایشی در سال ۱۹۶۴ در مدرسه‌ای در رود آیلند مورد بهره‌برداری قرار گرفت. پس از المپیک مونترال موضوع استفاده از چمن مصنوعی به صورت گسترده‌ای مورد استقبال جوامع ورزشی و تولیدکنندگان تجهیزات ورزشی قرارگرفت و بدین ترتیب ایالات متحده آمریکا و بعد از آن کشورهای اروپایی پیشگام در پیدایش و رشد فناوری چمن مصنوعی در جهان شدند. در این رابطه اولین چمن مصنوعی اروپا در سال ۱۹۸۲ تولید و در هلند نصب شد و اکنون بسیاری از ورزشگاه‌های دنیا شاهد انجام بازی‌های متنوع بر روی چمن مصنوعی هستند که تنها در قاره اروپا تا سال ۱۹۹۹ بیش از ۸۵ میلیون متر مربع از فضاهای ورزشی این قاره اعم از فوتبال، هاکی، تنیس، گلف و… زیر پوشش چمن مصنوعی… قرارگرفته‌اند.
در دهه ۱۹۷۰، یک شرکت آلمانی به پیروی از شرکت آمریکایی با تولید چمن مصنوعی ساخته شده از جنس پلی پروپیلن با مقاومتی کمتر از نایلون برای کاهش احتمال صدمات ناشی از خراشیدگی، اقدام نمود.
هر دو محصول بدون لایه انعطاف‌پذیر ساخته شده بودند و بعداً همواره این لایه به آن منضم گردید. به این دو نوع اصطلاحاً نسل اول چمن مصنوعی گفته می‌شود و مشخصه آن‌ها نداشتن هیچگونه ماده پرکننده‌ای بود.
نسل دوم در پایان همان دهه به وسیله یک شرکت کانادائی با استفاده از مواد پلی پروپیلن به این شکل ابداع شد که نخهای رشته رشته، با دوبرابر پایل قبلی و با استیچی (فاصله ککها) بیشتر بکار گرفته شد.
این چمن با شن دانه گرد پر شده‌است در حقیقت محصول مرکب است گودال شن ماسه‌ای که از نخهای مصنوعی پر شده‌است، که وظیفه‌شان نگهداری شن در جای خود و جلوگیری از حرکت زیاد آن‌ها به اطراف است. این محصول جدید باعث انقلابی در صنعت مصنوعی شد که به دلیل استفاده از نخ کمتر باعث افت قیمتی به میزان ۵۰٪ گردید.

## مزایای چمن مصنوعی

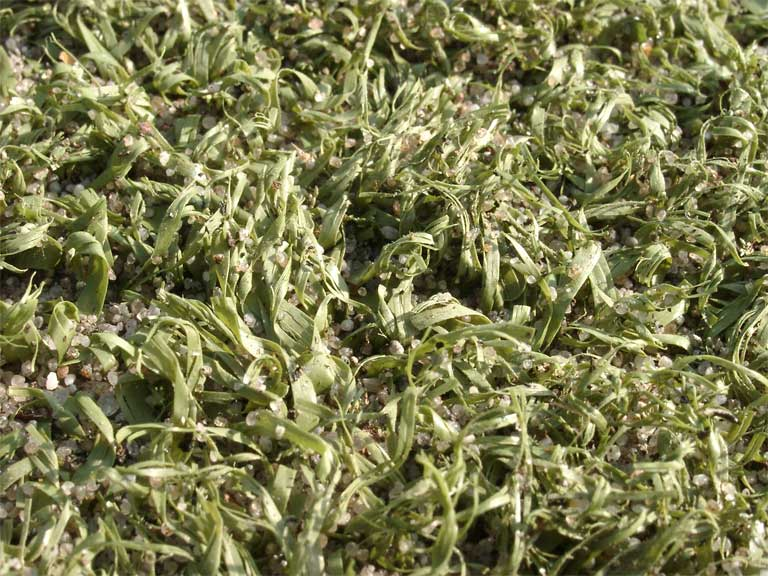
چمن مصنوعی

مزایای چمن مصنوعی نسبت به چمن طبیعی با توجه به روند رو به افزایش جمعیت و توسعه مناطق شهری ایجاد فضاهای تفریحی و ورزشی بسیار بیشتری مورد نیاز است. مهم‌ترین ویژگی‌هایی که باعث شده تا چمن مصنوعی بتواند به عنوان یک جایگزین جدی در برابر چمن طبیعی عرض اندام نماید عبارتند از
- حذف و کاهش بسیاری از هزینه‌های مربوط به آماده‌سازی، کاشت و نگهداری زمین از جمله هزینه‌های بذر و کاشت، کود، آبیاری و سیستم آب رسانی، وجین و چمن زنی، سم و دفع آفات، ترمیم و اصلاح و تجدید کاشت. طبق بررسی‌های آماری به عمل آمده هزینه‌های نگهداری چمن مصنوعی با احتساب دوره عمر مفید ۱۰ ساله در حدود ۱۰٪ هزینه‌های چمن طبیعی است.
- سرعت بالای بهره‌برداری چمن مصنوعی از دیگر مزایای آن است. یک چمن طبیعی از زمان تصمیم برای راه اندازی زمین ورزشی بایستی مدت زمانی را برای رشد و آماده شدن چمن طی کند اما چمن مصنوعی دقیقاً از لحظه نصب قابلیت بهره‌برداری دارد.[۳]
- اساسی‌ترین مزیت استفاده از چمن مصنوعی در مقایسه با چمن طبیعی قابلیت استفاده دائمی و همیشگی از آن است. یک زمین ورزشی با چمن طبیعی در اکثر مناطق آب وهوایی تنها برای ۳۵۰ ساعت در سال قابلیت بازی دارد زیرا برای حفظ کیفیت چمن طبیعی احتیاج به نگهداری مداوم و استراحت و تنفس کامل پس از یک بازی دارد، چنانچه به ازای هر دو ساعت بازی چمن طبیعی نیازمند ۲۴ ساعت تنفس است. درحالیکه از یک زمین چمن مصنوعی می‌توان در سال تا ۴۰۰۰ ساعت به‌طور مفید استفاده کرد. در این ارتباط لازم است ذکر شود که زمین‌های چمن طبیعی در مواقع آبیاری و مدتی پس از آن و نیز در مواقع بارندگیهای شدید قابل بازی نمی‌باشند در حالی که این محدودیت روی زمین‌های چمن مصنوعی وجود ندارد.
- یکنواختی سطح زمین در تمامی ابعاد و سطوح زمین از جنبه‌های ظاهری و فیزیکی که این امر باعث می‌گردد تا خطاهای ناشی از عیوب زمین در حین بازی به صفر برسد. بر روی زمین‌های چمن مصنوعی بهترین کنترل بر توپ اعمال شده و حرکت متقابل بازیکن و توپ عالی و روان است. در چمن طبیعی رشد غده‌ای و متراکم و ایجاد توده ریشه باعث ناهمواری زمین و ایجاد اشکال در بازی و انحراف توپ می‌شود.
- مقاومت زیاد در مقابل عوامل جوی و تنش‌های ناشی از حرکات فیزیکی بازیکنان که این امر باعث می‌گردد تا عمر مفید چمن مصنوعی نسبت به زمین‌های مشابه چمن طبیعی بسیار بیشتر باشد.
- ویژگی دیگری که برای چمن مصنوعی حائز توجه می‌باشد که البته این ویژگی صرفاً برای کشورهای نظیر ایران که در نقاط خشک جغرافیائی قرار گرفته‌اند، به عنوان یک ویژگی تلقی می‌گردد، بحث کم‌آبی و عدم نیاز جدی این محصول به آب می‌باشد که این امر در یک نگاه کلان نگر در کشوری مثل ایران که واقعاً از دیدگاه منابع آبی در محدودیت جدی واقع می‌باشد، می‌تواند صرفه جوئی وسیع و هنگفتی را به وجود آورد.
- از دیگر مصارف آن می‌توان برای پوشش‌های مناظر مصنوعی و زیباتر شدن طراحی‌های داخلی و خارجی نیز نام برد.

استفاده در زمین‌های ورزشی تنها بخشی از کاربرد چمن‌های مصنوعی است؛ دوام این لایه‌ها، هزینه پایین نگهداری، عدم نیاز به آبیاری و ظاهر طبیعی آن‌ها سبب شده‌است که این تولیدات در محدوده وسیعی از کاربردها مورد استفاده قرار گیرند که از جمله آن‌ها می‌توان به کاربرد در محوطه‌های چمن کاری عمومی مانند میادین شهرها، حاشیه اتوبان‌ها و بزرگراه‌ها، زمین‌های بازی کودکان، کناره استخرها، چشم‌اندازها و محوطه‌های داخلی ساختمان‌ها اشاره کرد. این چمن‌ها در مکان‌های تفریحی، مشکل گل آلوده شدن زمین در هنگام بارش باران را ندارند و در چمن کاری‌های مصنوعی اتوبان‌ها و بزرگراه‌ها، خطرات و مشکلات مربوط به آبیاری فضاهای سبز را حل نموده‌اند. همچنین در مناطقی که با کمبود آب مواجه هستند یا نمی‌توان آبیاری مطلوبی برای چمن‌ها انجام داد، چمن‌های مصنوعی گزینه‌های مناسبی به‌شمار می‌روند.
یکی دیگر از مزایای استفاده از چمن‌های مصنوعی، صرفه جویی اقتصادی است، زیرا چمن‌های طبیعی را حداقل یک بار در هر فصل باید با چمن‌های جدید جایگزین نمود که این کار مستلزم صرف هزینه و وقت می‌باشد. علاوه بر آن هزینه نگهداری آن‌ها نیز مزید بر علت است. اما در مورد چمن‌های مصنوعی تنها یک بار نصب کافی است و بعد از نصب، سال‌ها بدون نیاز به نگهداری قابل استفاده هستند.

## چمن‌های مصنوعی در زمین‌های فوتبال

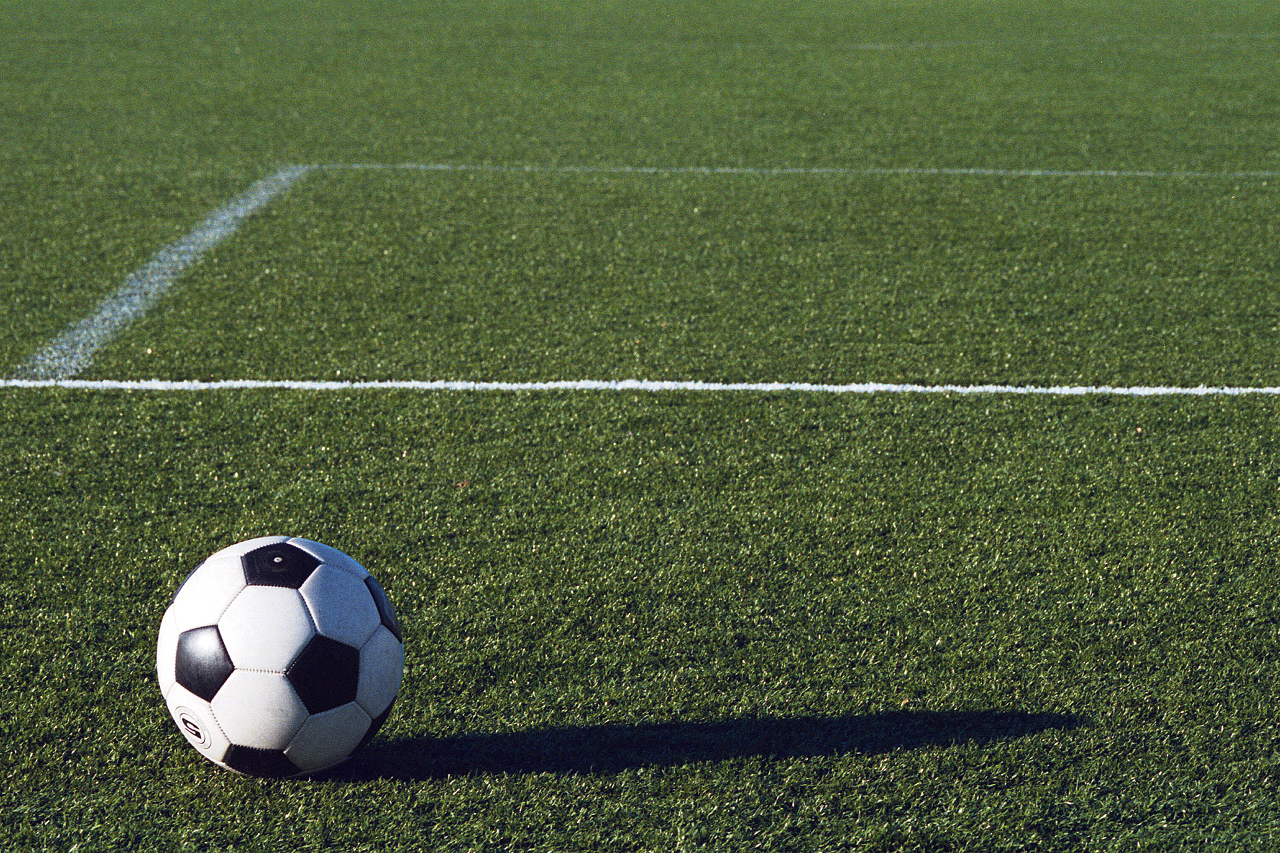
استفاده از چمن مصنوعی در زمین‌های فوتبال

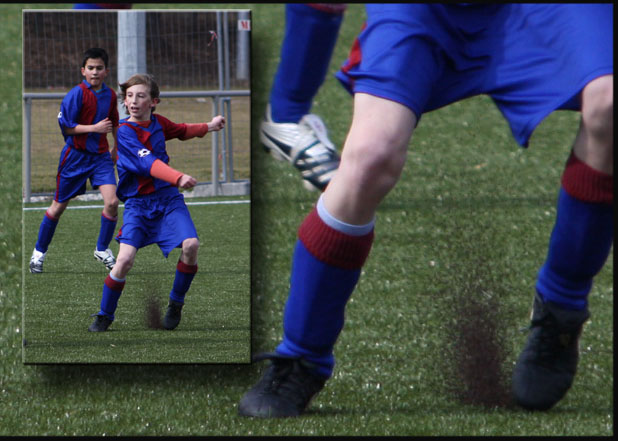
استفاده از چمن مصنوعی در زمین‌های فوتبال

فوتبال ورزشی است که در آن بازیکنان تماس‌های فیزیکی زیادی با سطح زمین دارند و تکل زدن و سُر خوردن از جمله حرکات اجتناب ناپذیر در این ورزش می‌باشد. در بررسی ویژگی‌های مورد نظر برای یک چمن مصنوعی، علاوه بر عکس‌العمل میان سطح و توپ، برهم کنش میان بازیکن و سطح، سایش پوست بازیکن و نیز دوام چمن مصنوعی معیارهای تعیین‌کننده‌ای هستند. چمن‌های مصنوعی که در ابتدا ساخته شده بودند، به دلیل دارا بودن اتصالات ضعیف و سایش و اصطکاک زیاد نخ‌ها، برای استفاده در این ورزش کاملاً مناسب نبودند و بازیکنان مجبور می‌شدند در مواقع استفاده از زمین‌های دارای چمن مصنوعی، از پیراهن آستین بلند و شلوار استفاده کنند تا از رسیدن آسیب به پوست خود جلوگیری نمایند. اما امروزه با پیشرفت‌هایی که در تولید چمن‌های مصنوعی حاصل شده‌است، استفاده از آن‌ها در زمین‌های فوتبال افزایش یافته و به جای چمن‌های طبیعی از فیلامنت‌های مصنوعی همچون پلی پروپیلن، پلی اتیلن و پلی آمید استفاده می‌شود که در واقع این فیلامنت‌ها خاب‌های چمن مصنوعی را تشکیل می‌دهند. خاب این چمن‌ها مانند چمن‌های طبیعی در زمین ریشه دار نیستند، بلکه در یکپارچه زمینه جاسازی شده‌اند. بدین صورت که در طول عملیات تافتینگ، فیلامنت‌ها به فرم لوپ (حلقه) در پارچه قرار داده می‌شوند و در مرحله بعد برش می‌خورند. برای جلوگیری از لغزیدن فیلامنت‌ها، پشت این لایه را با ماده مخصوصی پوشش می‌دهند.
در سال ۲۰۰۵ که فدراسیون فوتبال اروپا (UEFA) و فدراسیون بین‌المللی فوتبال (FIFA) استفاده از جدیدترین نسل چمن‌های مصنوعی را مجاز نمودند، چمن مصنوعی رسماً به دنیای فوتبال وارد شد. قبل از آن بررسی‌های زیادی در زمینه تدوین استانداردهای کیفی برای چمن‌های مصنوعی، خواص فیزیکی مربوط به اتصالات، اصطکاک، غلتیدن و انعکاس توپ در آنها، احتمال ایجاد آسیب توسط آن‌ها برای بازیکنان و همچنین مسائل اقتصادی مربوطه انجام شده بود. یکی از نتایج این بررسی‌ها این بود که استفاده از چمن‌های مصنوعی محدودیت زمانی نداشته و مستقل از شرایط آب و هوایی است. در حالی که عمر مفید یک زمین چمن طبیعی کوتاه (به اندازه ۶۰۰ ساعت بازی فوتبال) است. یکی دیگر از دلایل رشد استفاده از چمن‌های مصنوعی، معماری مدرن استادیوم‌های ورزشی است. از آنجا که اکثر استادیوم‌های جدید کاملاً سقف دار هستند، چمن‌های طبیعی نمی‌توانند در آن‌ها هوا و نور کافی دریافت کنند.

## نسل سوم چمن‌های مصنوعی

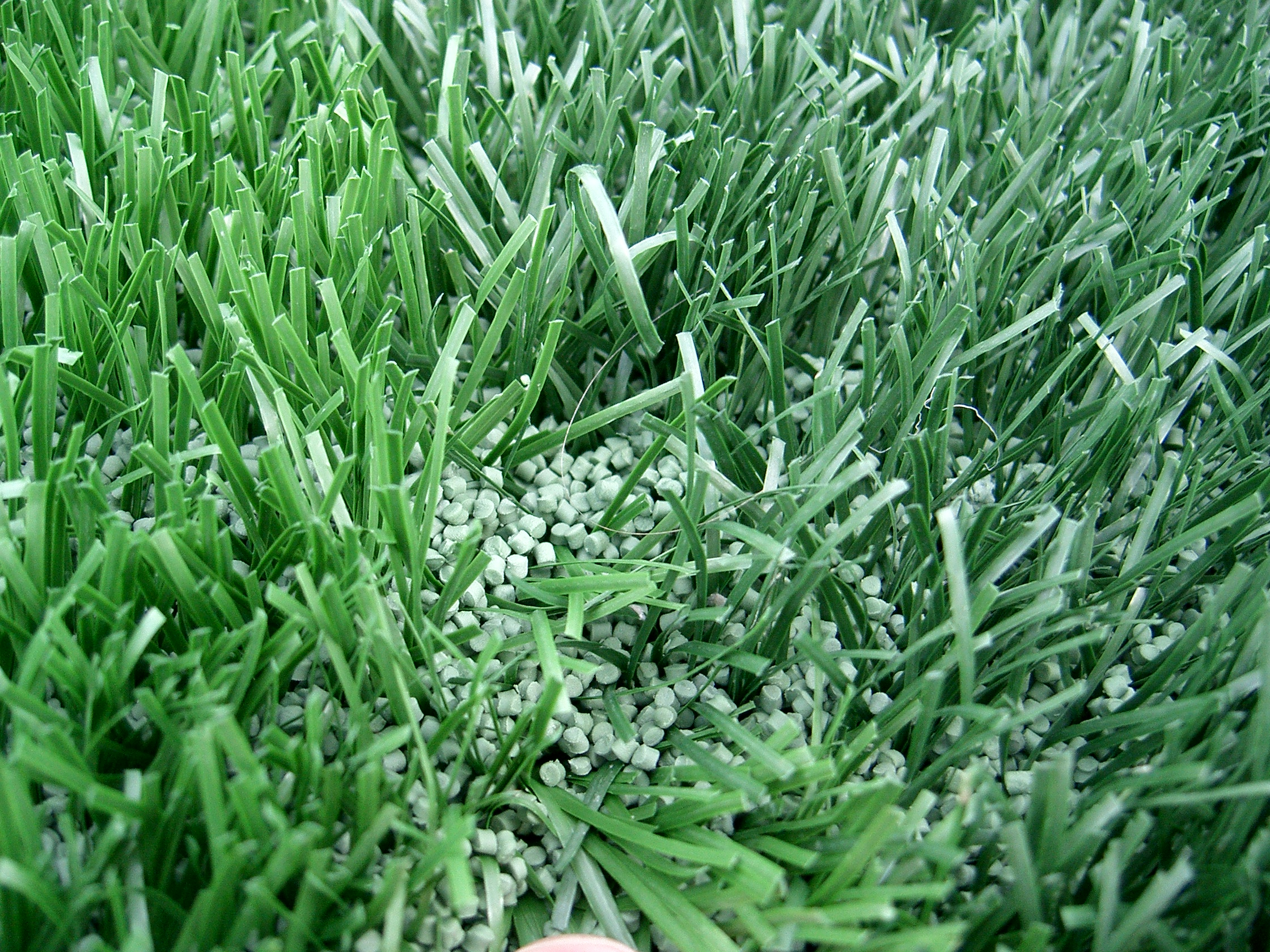
نوعی چمن مصنوعی

چمن مصنوعی مدرن

امروزه در زمینه سیستم‌های تولید، نوع نخ و لایه‌های زیرین این کفپوش‌ها پیشرفت‌های قابل توجهی حاصل شده‌است. چمن‌های مصنوعی اولیه دارای خاب‌های کوتاهی بودند و به منظور ایجاد یک سطح محکم و فرش مانند، با تراکم بالایی تولید می‌شدند. از چمن‌های نسل اول هنوز هم در زمین‌های هاکی و در چمن کاری چشم‌اندازها استفاده می‌شود. از جمله معایب این نوع چمن‌ها می‌توان به لغزش زیاد و خواص سایشی نامناسب آن‌ها اشاره کرد که هر دوی این عوامل موجب افزایش احتمال وارد آمدن آسیب به بازیکنان فوتبال می‌شد.
نسل کنونی چمن‌های مصنوعی (نسل سوم) دارای خاب‌های بلندی هستند. ماده پرکننده در آن‌ها ترکیبی از شن‌های سیلیسی و گرانول (ذرات لاستیکی) است که هرگز فشرده نمی‌شوند. انواع جدید نخ از جمله نخ‌های تشکیل شده از چندین مونوفیلامنت به همراه سیستم‌های لایه‌گذاری پیشرفته، ویژگی‌های بهینه‌ای به این چمن‌ها می‌دهد. ضریب اصطکاک پایین، اتصالات مناسب و خواص مربوط به انعکاس توپ در آن‌ها با چمن‌های طبیعی برابری می‌کند و اینها همه سبب شده‌اند که امروزه از چمن‌های مصنوعی به عنوان یک پوشش مطلوب در زمین‌های فوتبال استفاده شود. در حال حاضر استادیوم‌های بزرگی در سالزبرگ، اتریش و برن (در سوئیس) با چمن‌های مصنوعی مجهز شده‌اند.

## چمن‌های مصنوعی با خاب کوتاه
از چمن‌های مصنوعی با خاب کوتاه در زمین‌های مخصوص ورزش‌هایی چون هاکی، تنیس، کریکت، بیس بال، گلف و… که در آن‌ها بازیکن تماس مستقیم با سطح زمین ندارد، استفاده می‌شود؛ بنابراین در این چمن‌ها اهمیت مسئله سایش به اندازه چمن‌های مورد استفاده در زمین فوتبال آنقدر زیاد نیست، اما در عوض ویژگی‌های مربوط به انعکاس توپ و یکنواختی سطح از اهمیت بیشتری برخوردارند.
اخیراً فدراسیون بین‌المللی هاکی (FIH)، زمین‌های دارای چمن‌های مصنوعی را تنها سطوح مورد تأیید برای مسابقات هاکی اعلام نموده‌است. چمن‌های مصنوعی مورد مصرف در ورزش هاکی را می‌توان بدون استفاده از پرکننده‌های شنی سیلیکونی نیز تولید کرد. امروزه این گونه چمن‌ها به جای پلی آمید اغلب از نخ‌های خام یا تکسچره شده PE و PP و بسیار شبیه چمن‌های مصنوعی با خاب بلند ساخته می‌شوند.
ورزشگاه امام رضا شهر مشهد اولین ورزشگاه فوتبال در سطح کشور ایران خواهد بود که در آن چمن مصنوعی مورد تأیید فیفا کار می‌شود.

## چمن‌های مصنوعی تزئینی
چمن‌های مصنوعی اگرچه در ابتدا با هدف کمک به ورزش تولید شدند اما امروزه یکی از ابزارهای زیباسازی به خصوص در مکان‌هایی که امکان رسیدگی مناسب به چمن طبیعی نیست به‌شمار می‌روند. مزیت‌های این چمن‌ها برای طبیعت نیاز کمتر به آب، عدم نیاز به هرس کردن که عموماً با وسایل آلوده کننده هوا انجام می‌شود و عدم نیاز به کودهای شیمیایی از مزایایی است که این چمن برای محیط زیست دارد. البته برخی مخالفان این چمن‌ها را تولیدکننده پلاستیک و ترکیبات کربنی آلوده کننده برای محیط می‌دانند و با جایگزینی چمن طبیعی با چمن مصنوعی در زیباسازی شهری موافق نیستند.